# كريس فيلب
كريس فيلب (بالألمانية: Christian Welp) مواليد 02 يناير 1964 في دلمنهورست، ألمانيا الغربية - الوفاة 01 مارس 2015، كان لاعب كرة سلة ألماني. بدأ مسيرته الاحترافية في سنة 1987. تم اختياره من قبل فريق فيلادلفيا سفنتي سيكسرز خلال الدرافت. بلغ طوله 7 قدم 0 بوصة (2.1 م). مثّل منتخب بلاده. شارك في دورة الألعاب الأولمبية الصيفية سنة 1984. حقق المركز الأول في بطولة أمم أوروبا لكرة السلة 1993. اعتزل اللعب في 1999.

## المسيرة الاحترافية
لعب مع فيلادلفيا سفنتي سيكسرز من سنة 1987 إلى 1989، ثم لعب مع سان أنطونيو سبرز في موسم 1989–1990، ثم لعب مع غولدن ستايت ووريورز في سنة 1990، ثم لعب مع نادي أولمبياكوس لكرة السلة في موسم 1996–1997، ثم لعب مع ألبا برلين في الدوري الألماني في موسم 1997–1998، ثم لعب مع فيولا ريدجو كالابريا في الدوري الإيطالي في سنة 1999.

## روابط خارجية
- كريس فيلب على موقع الاتحاد الدولي لكرة السلة (الإنجليزية)
- كريس فيلب على موقع إن بي أي (الإنجليزية)
- كريس فيلب على موقع سبورتس رفرنس (الإنجليزية)
- كريس فيلب على موقع كرة السلة الأوروبية.كوم (الإنجليزية)
- كريس فيلب على موقع كلية كرة السلة في سبورتس رفرنس.كوم (الإنجليزية)
- كريس فيلب على موقع ريلجم (الإنجليزية)
- كريس فيلب على موقع بروبوليرز (الإنجليزية)
- كريس فيلب على موقع سبورتس رفرنس (الإنجليزية)
- كريس فيلب على موقع أوليمبيديا (الإنجليزية)